# 菅野朋幸
菅野朋幸（かんの ともゆき、1984年9月7日 - ）は、日本の元ラグビー選手。

## プロフィール
- 福島県出身。
- ポジションはウィング(WTB)。
- 身長 178cm、体重 74kg
- 関東代表に選ばれたことがある[1]。

## 略歴
2003年、福島高校卒業後、早稲田大学に入り、大学選手権の2回優勝に貢献する。また第43回日本選手権で早稲田大学がトヨタ自動車を破った試合に先発フル出場した。なお福島高校時代全国高校ラグビー大会予選決勝を三回経験したが、磐城高校や平工業高校に敗れ、花園とは無縁だった。ちなみに早大時代の同級生には今村雄太、曽我部佳憲、首藤甲子郎、種本直人、茂木隼人、矢富勇毅らがいる。
2007年、早稲田大学卒業後、釜石シーウェイブスに加入。
2014年、チームの選手会長に就任し、チームのトップチャレンジ出場とトップリーグ入れ替え戦出場に貢献した。
2015年、チームの選手兼任アナリストになった。
2017年、現役を引退した。